# Florian Wautelet
Florian Wautelet (Fleurus, 8 mei 1881 - Charleroi, 10 oktober 1929) was een Belgisch senator.

## Levensloop
Wautelet werd bediende bij het Algemeen Belgisch Vakverbond. Van februari 1919 tot juli 1923 was hij vast secretaris van het Algemeen syndicaat van technische bedienden, magazijniers en handelsvertegenwoordigers. Vanaf 1923 was hij er voorzitter van.
In februari 1928 werd hij socialistisch senator voor het arrondissement Charleroi, in opvolging van de ontslagnemende Armand Wasterlain, maar Wautelet overleed nog vroeger dan degene die hij had opgevolgd.